# Prisma de Glan-Thompson

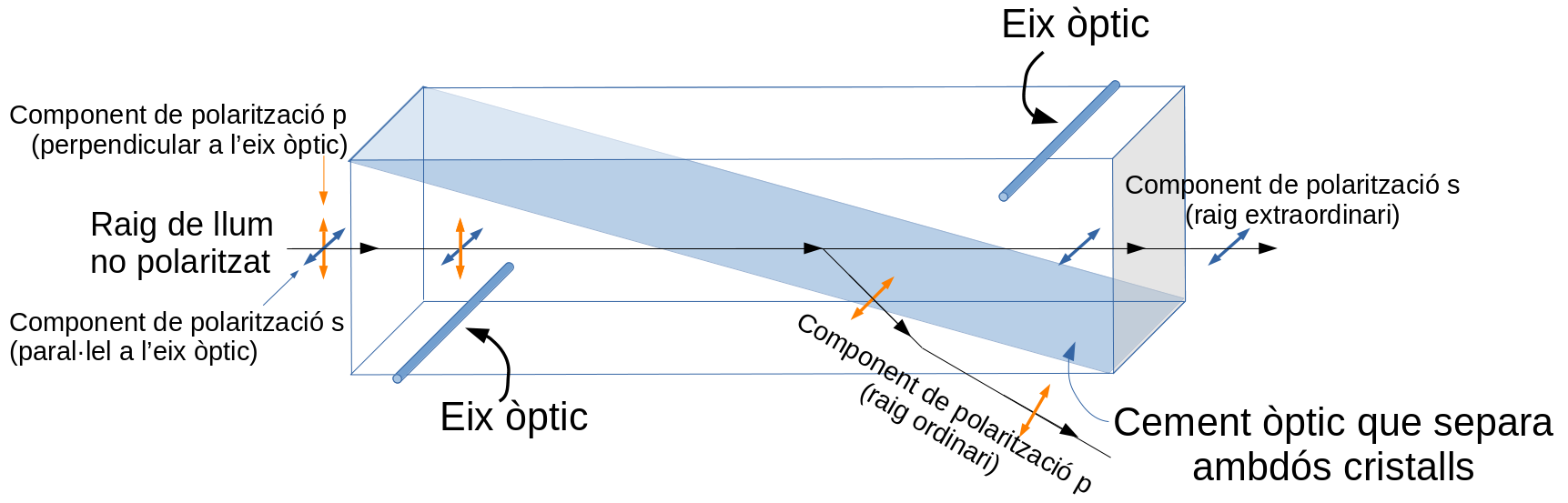
El prisma de Glan-Thompson desvia la component de polarització p del raig (raig ordinari) i transmet la component s del raig. Les dues meitats del prisma estan unides amb ciment òptic (tradicionalment bàlsam del Canadà).

Un prisma de Glan-Thompson és un tipus de prisma òptic polaritzador semblant al prisma de Nicol i consistent en dos prismes triangulars rectes de calcita units per la hipotenusa amb un adhesiu òptic. Els eixos òptics dels cristalls són paral·lels entre si i perpendiculars al pla de reflexió. La llum entrant es divideix en dos feixos que experimenten diferents índexs de refracció per efecte de la birefringència, es reflecteix el feix ordinari polaritzat p per un procés de reflexió interna total mentre que transmet el feix extraordinari polaritzat s. Comparat amb el semblant prisma de Glan-Foucault, el de Glan-Thompson té un angle d'acceptació major però un límit d'irradiància màxima molt menor a causa de la unió amb cola.
Tradicionalment, el bàlsam del Canadà s'utilitzava com a ciment per muntar aquests prismes, però aquest s'ha substituït en gran part per polímers sintètics.